# 金の紙箱
『金の紙箱』（きんのダンボール)とは、2020年4月7日（同年4月6日深夜）から4月28日まで、テレビ東京で深夜に放送されていたバラエティ番組。放送時間は毎週火曜日未明（月曜日深夜）の2:05 - 2:35。

## 概要
この番組はライバー（生情報発信者）によるライバーのための番組である。
発信するコンテンツ次第では高収入を稼ぐライバーが出現している。
新型コロナウィルスによる影響で収録困難となり、開始から僅か1ヶ月で打ち切りとなった。

## 出演者
出演者は全て様々なプラットホームからライブ配信をしているライバーである。
MC
・なおキング（17live）
・つばキング（17live）
・石原彩香　（17live）

ゲストライバー
・鈴木龍二     
・honoka      
・ゆーキング  
・らんらん    
・Tipon         
・LORY　　　 
・TEAM RIO  
・あゆあゆ  
・キャシー凛  
・あいみん
リポートライバー
・孔雀団
・よし（トキヨアキイ）　　

## コーナー
本日のピックアップライバー
ライバーの普段の生活に密着。ライブ配信ではみられないライバー達の素顔に迫るコーナー

金ダンの質問コーナー
ライバー達が金の箱に入っている質問に答えるコーナー

プレゼンルーム
ゲストライバーがスタジオでやってみたい事や伝えたい事をプレゼンするコーナー

〇〇やってみた
ベタなテレビ企画を通してリアクション芸やトーク力を鍛えるコーナー

## スタッフ
- ナレーター：GALDE'rLa
- EED：筒井啓介
- MA ：浜中美穂
- 音効：井上竜一
- 撮影：バンエイト
- AD：土井飛翔
- ディレクター：松井一樹
- 演出：寺尾康佑
- プロデューサー：桜庭雄耕、國玉譲治
- 製作：TAIGA PRO

| テレビ東京 火曜 2:05 - 2:35（月曜深夜）                                                          | テレビ東京 火曜 2:05 - 2:35（月曜深夜） | テレビ東京 火曜 2:05 - 2:35（月曜深夜）                                                          |
| 前番組                                                                                           | 番組名                                  | 次番組                                                                                           |
| ------------------------------------------------------------------------------------------------ | --------------------------------------- | ------------------------------------------------------------------------------------------------ |
| 一夜づけ 【30分繰り下げて継続】 ※2:05 - 2:20プレミアMelodiX! 【30分繰り下げて継続】 ※2:20 - 2:50 | 金の紙箱                                | 一夜づけ 【35分繰り上げて放送】 ※2:00 - 2:15プレミアMelodiX! 【35分繰り上げて放送】 ※2:15 - 2:45 |